# Campistrous
Campistrous – miejscowość i gmina we Francji, w regionie Oksytania, w departamencie Pireneje Wysokie.
Według danych na rok 1990 gminę zamieszkiwały 343 osoby, a gęstość zaludnienia wynosiła 34 osób/km² (wśród 3020 gmin regionu Midi-Pireneje Campistrous plasuje się na 725. miejscu pod względem liczby ludności, natomiast pod względem powierzchni na miejscu 1079.).